# Vicente Chuliá Campos
Vicente Chuliá Campos (Valencia, 31 de julio de 1936-Vinaroz, 23 de abril de 1995) fue un doctor en medicina y catedrático de anestesiología, reanimación y terapéutica del dolor. Es uno de los pioneros de la emergentología española, desarrollando e introduciendo múltiples técnicas de la especialidad y escribiendo tratados por los que alcanzó fama internacional.

## Biografía
Nace en Valencia 31 de julio de 1936. Estudia bachillerato en el instituto Lluís Vives y en el colegio Dominicos San Vicente Ferrer de Valencia.
Obtuvo los grados de licenciado y doctor en medicina por la Facultad de Medicina de la Universidad de Valencia. Se especializó en anestesiología, reanimación y terapéutica del dolor. 
En 1967 obtiene el puesto médico adjunto de anestesia y reanimación del Hospital General Universitario de Valencia. 
En 1968 ocupa el puesto de médico especialista de la Seguridad Social del entonces Hospital Sanjurjo —hoy Hospital Doctor Peset de Valencia—.
Casado con Pilar Blanco Devís, fue padre de siete hijos —María José, Pilar, Inmaculada, Vicente, Armando, Esteban y Estefanía—.
En 1972 es jefe del Servicio de Anestesia y Reanimación del Hospital Clínico de Valencia.
En 1974 ocupó la cátedra de anestesiología y reanimación por la Facultad de Medicina de Valencia, siendo el primero de esta especialidad en su facultad y el tercero de España.
Desarrolló la gran parte de su labor —docente, asistencial e investigadora— en Valencia y también en los Hospitales de Vaugirard, Creteil y Necker de París y en el Jackson Memorial de Miami.

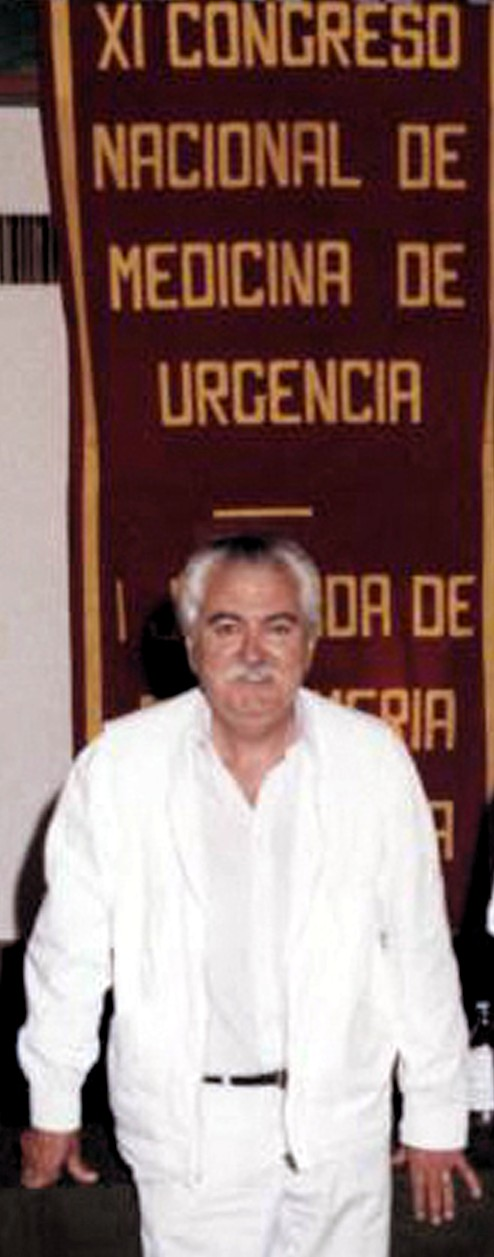
En el XI Congreso Nacional de medicina de Urgencia

## Trayectoria profesional y académica

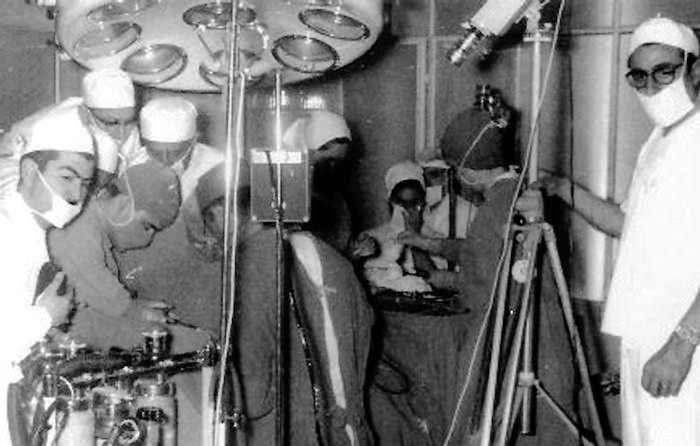
Joven doctor en quirófano de la época

- Introduce mejoras en servicios médicos (asistenciales, docentes y de investigación, muchos de ellos con estándares europeos no habituales en España en la década de los 1970 en anestesia, reanimación y atención al paciente crítico.
- Fue precursor en el tratamiento de enfermos de tétanos.
- Ideólogo del abordaje de los traumatismos torácicos, conocidos como volet costal.
- Creador en Valencia de la primera escuela profesional de anestesia y reanimación, segunda a nivel estatal.
- Primer catedrático de anestesiología y reanimación de la Universidad de Valencia, tercero del estado.
- Pionero de la medicina de urgencias y emergencias.
- Creador de las primeras postas sanitarias en playas (1980), germen de lo sería el Plan de Recogida de Ahogados en la ciudad de Valencia que consiguió rebajar de forma muy amplia la morbilidad de las personas atendidas.
- Estableció los cimientos de la ventilación artificial en anestesiología, creando el primer laboratorio experimental de ventilación artificial. En colaboración con Temel, la empresa valenciana, crearon una novedosa técnica que tuvo una gran repercusión a nivel nacional e internacional y fue galardonada con el premio Pagés en 1982.
- Redactor del plan de emergencias para inundaciones en la Comunidad Valenciana. En el proponían las pautas necesarias a seguir para crear un plan de respuesta ante ese tipo de catástrofes hasta ese momento inexistente.
- Introdujo la moderna concepción de la asistencia a las urgencias y emergencias, preludio de la medicina extra-hospitalaria: «estabilizar antes de trasladar».
- Fue pionero en la medicina de catástrofes y en su enseñanza mediante simulacros, convirtiéndose en un referente internacional.
- Introdujo el concepto norias de ambulancias —triaje y traslado— en accidentes con múltiples víctimas y/o catástrofes. Introduciéndolas y poniéndolas en práctica en los simulacros que organizó; creando el concepto de 'Ola Verde' que da prioridad al traslado de pacientes estabilizados a centros hospitalarios, coordinando la labor de los diferentes agentes necesarios.
- Fue promotor del primer simulacro aeroportuario (Manises 1987). Primer simulacro en una instalación química con múltiples personas afectadas (Cuart de Poblet 1988). Primer simulacro de accidente en metro (Valencia 1989). Fue mérito suficiente el idear, proyectar y realizar cada uno de ellos e integrarlos en la enseñanza universitaria pero también lo fue y no de menor valía, coordinar los diferentes agentes e instituciones que intervienen en la simulación de una emergencia. Utilizando la evaluación —briefing— de las intervenciones. Cambiando la visión que se tenía en la época.
- Fue precursor de la organización sanitaria de grandes eventos deportivos, imitada internacionalmente.
- Fue Inductor, ideólogo y creador de la medicalización de las ambulancias y con ello, la creación del SAMU y de la medicalización del helicóptero de la DGT, que tantas vidas han salvado. Un proyecto que en su día, le costó gran cantidad de tiempo, esfuerzo y dinero de su bolsillo.

## Obra bibliográfica
- Organización de la Unidad de Reanimación del Hospital Clínico de Valencia.
- Transporte Sanitario, Urgencias, Medicina de Catástrofes, Ahogados.
- Laboratorio experimental de estudios del Respirador; Ventilación con jet de alta frecuencia.
- Diseño de circuitos anestésicos.
- Seguridad en los quirófanos.
- Traumatismos torácicos.
- Anestesia inhaladora.
- Shock.

## Distinciones
- Premio Nacional ABBOTT.
- Cruz de la Orden del Mérito Militar con distintivo blanco de 1.ª clase, por su actuación tras el atentado del coronel Juan Marco Arnau por los GRAPO y por los cursos con el Ministerio del Ejército en 1990.
- Medalla del Ayuntamiento de Benalmádena.
- Medalla de la Sociedad Española de Anestesiología y Reanimación.
- Medalla de la Facultada de Medicina y Odontología de Valencia.
- Miembro académico de la Real Academia de Medicina de Valencia.

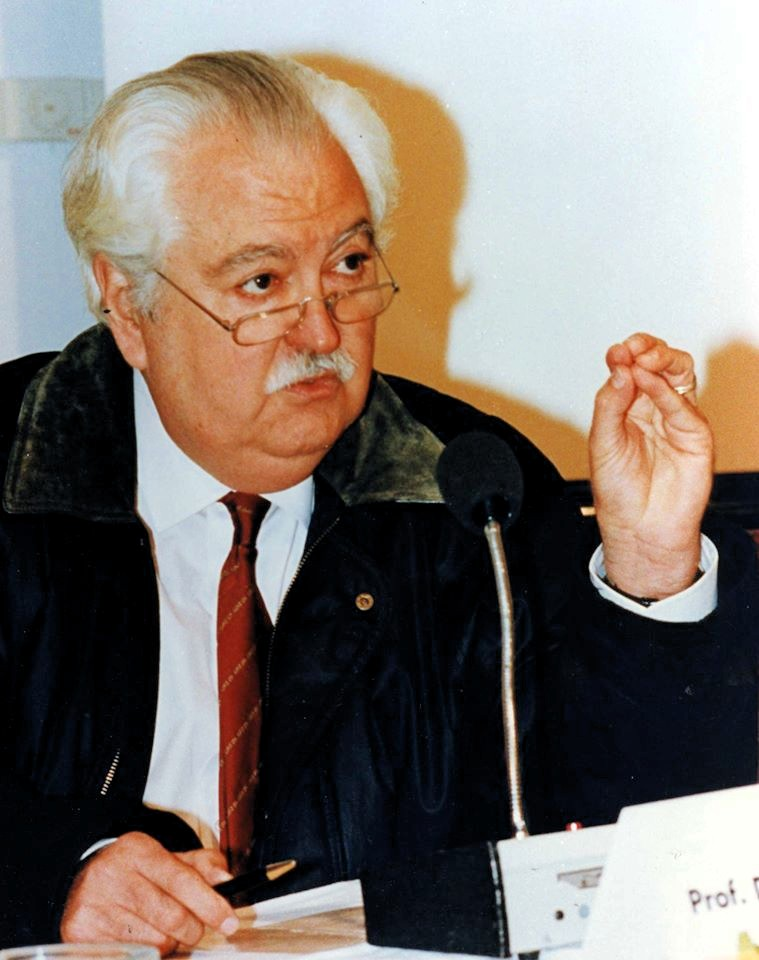
En una conferencia

## Miembro de la Sociedades
- Sociedad Española de Alimentación Parenteral y Enteral.
- Association Internationale des Anesthesiologistes-Reanimateaurs d´expression Francaise.
- Instituto Médico Valenciano.
- Sociedad Española de Anestesia y Reanimación (SEDAR) fundada por el Dr. Vicente Morera Marco.
- Sociedad Española de Medicina de Catástrofes.
- Sociedad Española de Medicina de Urgencias.
- Sociedad Americana de Anestesia (ASA).
- Fundación Europea de Enseñanza de Anestesia.
- Anestesia Patient Safety Foundation.
- Consejo de Europa.
- Miembro numerario de European Academy of Anesthesiology.
- Centro Europeo de Medicina de Catástrofe San Marino.
- En 1990, miembro de Honor de la Federación Argentina de Anestesia.